# Diana Meljusjkyna
Diana Vladyslavivna Meljusjkyna (ukrainska: Діана Владиславівна Мелюшкина), född Karpets 6 augusti 1996 i Krementjuk i Poltava oblast i Ukraina, är en volleybollspelare (center).
På klubbnivå har Meljusjkyna spelat för VK Halytjanka Ternopil (2012–2016),  VK Chimik (2016–2019) och SK Prometej (2019–). Med lagen har hon vunnit ukrainska mästerskapen fyra gånger. Hon deltog med Ukrainas damlandslag i volleyboll vid EM 2019, 2021 och 2023.